# Ronald McNeill Keirstead
Ronald McNeill Keirstead, kanadski letalski častnik, vojaški pilot in letalski as, * 20. junij 1895, Wolfville, Nova Škotska, † 23. oktober 1970, Wolfville.
Stotnik Keirstead je v svoji vojaški službi dosegel 13 zračnih zmag.

## Življenjepis
Med prvo svetovno vojno je bil sprva pripadnik RNAS, nato pa RAF.

## Odlikovanja
- Distinguished Service Cross (DSC)